# (8720) Takamizawa
(8720) Takamizawa est un astéroïde de la ceinture principale.

## Description
(8720) Takamizawa est un astéroïde de la ceinture principale. Il fut découvert le 16 novembre 1995 à Kuma Kogen par Akimasa Nakamura. Il présente une orbite caractérisée par un demi-grand axe de 3,08 UA, une excentricité de 0,13 et une inclinaison de 4,6° par rapport à l'écliptique.

## Compléments